# The Diplomat (film din 2015)

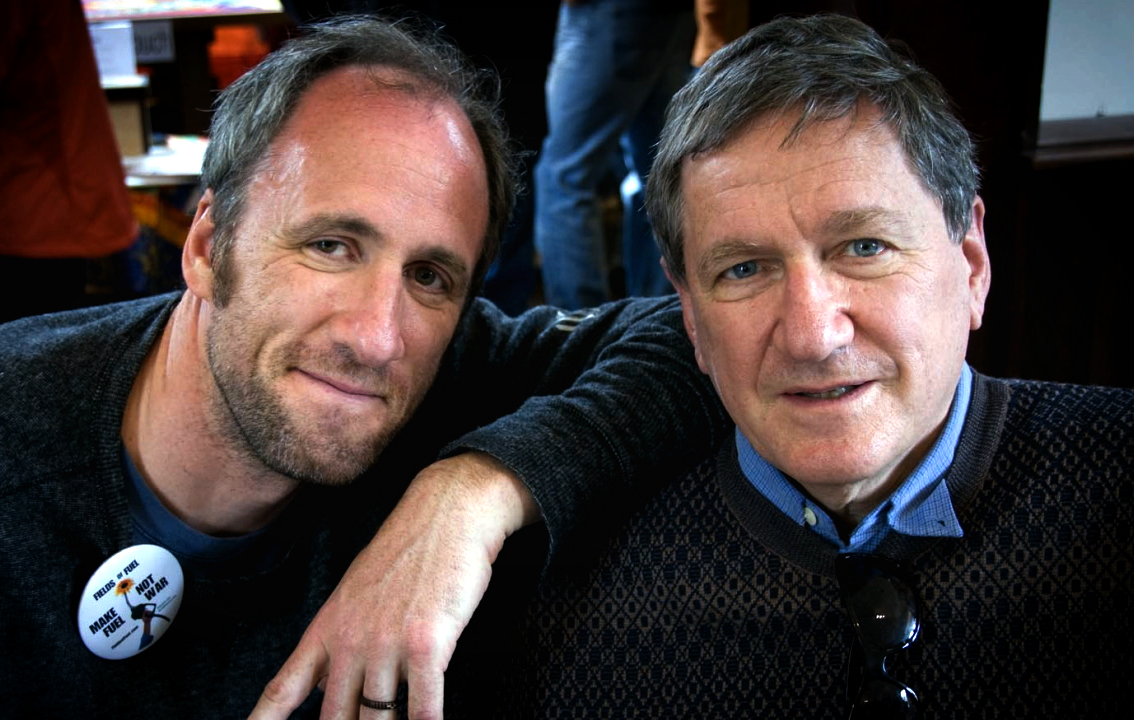
Regizorul David Holbrooke (stânga) cu tatăl său, ambasadorul.

The Diplomat este un film documentar biografic lansat în 2015 despre fostul ambasador american Richard Holbrooke⁠(d), a cărui carieră de cinci decenii a început ca ofițer al Serviciului Extern în Vietnam în timpul războiului. La momentul morții sale în decembrie 2010, el a fost reprezentantul special al administrației Obama pentru Afganistan și Pakistan. Perspectiva documentarului este din partea fiului lui Holbrooke, David, care a regizat filmul.

## Lansare
Filmul a avut premiera în Statele Unite la Festivalul de Film Tribeca din 2015 pe 23 aprilie. După premieră, regizorul David Holbrooke și producătorul Stacey Reiss au participat la o sesiune de întrebări și răspunsuri găzduită de Katie Couric⁠(d), la care au participat și Roger Cohen⁠(d) și Ronan Farrow⁠(d). Pe lângă Tribeca, filmul a fost prezentat în cadrul altor festivaluri și a fost difuzat pentru publicul din Statele Unite și Europa. Unele proiecții notabile au inclus inclus AFI Docs⁠(d), Festivalul Internațional de Film de la San Francisco, Festivalul de film Traverse City, Festivalul de film de la Sarajevo, Festivalul de film de la Ierusalim, și Telluride Mountainfilm⁠(d).
Documentarul a fost difuzat la nivel național pe HBO pe 2 noiembrie 2015, împreună cu cea de-a 20-a aniversare a Acordului de la Dayton care a pus capăt Războiului bosniac.

## Distribuție
Filmul prezintă interviuri cu „jurnaliști și factori de decizie și lideri militari” cum ar fi Madeleine Albright, Wesley Clark⁠(d), Bill Clinton, Hillary Clinton, Tom Donilon⁠(d), Al Gore, Christopher R. Hill⁠(d), John Kerry, Henry Kissinger, Așraf Ghani, Doug Lute⁠(d), David Petraeus, Samantha Power⁠(d), Strobe Talbott⁠(d), Dan Feldman, Barnett Rubin⁠(d), Vali Nasr⁠(d) și Rina Amiri⁠(d). În plus, sunt incluse interviuri cu jurnaliști care au acoperit cariera lui Holbrooke: Christiane Amanpour, Roger Cohen⁠(d), Ronan Farrow⁠(d), Dexter Filkins⁠(d), Joe Klein⁠(d), Stanley Karnow⁠(d), George Packer⁠(d), David Rohde⁠(d), Diane Sawyer⁠(d) și Bob Woodward⁠(d). De asemenea, în film apar Anthony Holbrooke, Andrew Holbrooke, Litty Holbrooke, Les Gelb⁠(d), Jim Johnson, Kati Marton⁠(d), Frank Wisner⁠(d), Kofi Annan, Mate Granic⁠(d), Bakir Izetbegovic, Nancy Dupree⁠(d) și Vladimir Lehovich.

## Producție
Filmul încearcă să urmărească cariera diplomatică a lui Holbrooke vizitând locurile care i-au modelat cariera în guvern. Localizările includ Vietnam, Bosnia și Herțegovina, Kosovo, Croația și Afganistan.
Filmul a fost regizat de David Holbrooke. Ultimul său film, Hard as Nails, a fost difuzat pe HBO în decembrie 2007. Alte documentare includ Freaks Like Me, Time for a New God și A Redwood Grows in Brooklyn. Toate fac parte dintr-o serie în curs de desfășurare pe care a creat-o numită „Gânditori originali”.

## Răspuns critic
Gordon Goldstein și-a început articolul pentru Politico declarând că filmul „nu reușește să fie doar un portret apăsător și surprinzător lipsit de pasiune al tatălui său, strălucitul, dar dezbinătorul Richard Holbrooke, ci și să ilustreze continuumul politicii externe a SUA din trecut și din prezent. În acest fel, oferă lecții importante despre ceea ce trebuie să facem acum pentru a rezolva problemele noastre cele mai complexe și greu de rezolvat în străinătate.”
Brendan Vaughan de la GQ a declarat că „filmul este... o istorie fascinantă a Americii de după Războiul Rece, spusă prin prisma acestei singure figuri asemănătoare lui Zelig⁠(d) și o poveste emoționantă tată-fiu care va lăsa orice om care o urmărește reflectând asupra propriilor sale relații. Nu trebuie să fii Richard Holbrooke, sau chiar aproape, să speri că copiii tăi vor fi la fel de înțelegători ca David Holbrook despre toate lucrurile pe care le-ai ratat când erai încă la birou.”
Regina Weinreich de la The Huffington Post a scris în recenzia ei online că „vizionarea documentarului HBO, The Diplomat, oferă o privire generoasă în cercurile din Washington și o eră importantă în istoria americană”.
Neil Genzlinger de la The New York Times a declarat că „filmul este la cel mai bun nivel atunci când detaliază munca domnului Holbrooke de a dezlănțui coșmarul din Balcani pentru președintele Bill Clinton și de a lupta cu președintele sârb, Slobodan Milošević. Acordul de pace de la Dayton din 1995, care a pus capăt războiului din Bosnia, este considerat probabil cea mai bună realizare a sa”.
Dave Wiegand de la San Francisco Chronicle, a comentat că "ca regizor, David Holbrooke devine avatarul pentru audiența filmului, împărtășind dorința de a înțelege ceea ce l-a făcut pe Richard Holbrook măreț, adesea singuratic eficient și aproape întotdeauna cel mai inteligent tip din cameră".
Chris Nashawaty a dat filmului un „A-” în recenzia sa de la Entertainment Weekly, spunând că documentarul "echilibrează o perspectivă politică captivantă cu o povestire din inimă despre un om care încearcă să se bazeze pe moștenirea tatălui său absent".
Robert Abele de la Los Angeles Times a declarat că „portretul care apare, cu David pe cameră ca un fiu respectuos, dar întrebător, în timp ce studiază scrisori, fotografii, reviste și înregistrări audio, este de o figură dură, ambițioasă, care a preferat să se amestece în lume și să reflecte realitatea în eforturile sale diplomatice, mai degrabă decât să fie prinsă într-o bulă guvernamentală”.
Manuel Roig-Franzia de la The Washington Post a observat că „filmul nu încearcă să fie o relatare definitivă a lui Holbrooke, figura diplomatică nerăbdătoare care a mediat pacea în Balcani, dar îmbină personalul și profesionalul într-un mod pe care doar un film al unui fiu despre tatăl său îl poate face”.
Norman Boucher, scriitor pentru Brown University Alumni Magazine, a declarat că filmul „arată o adâncime bogată ca un documentar convențional. Fiind fiul lui Richard Holbrooke, David Holbrooke a câștigat încrederea nu numai a unui grup de primă clasă, ci și a foștilor consilieri și adversari ai lui Holbrook. Cu toate acestea, ambiția filmului nu se oprește aici. Interconectat cu profilul ambasadorului este o privire mai apropiată asupra bărbatului și a deficiențelor sale ca tată și soț. La începutul lui The Diplomat, David Holbrooke face afirmația surprinzătoare că abia după moartea lui Richard Holbrook a realizat că tatăl său era o figură istorică”.